# San Pietro (Montefranco)
Die Kirche San Pietro (auch Chiesa della Fabbrica di San Pietro, Kirche der Dombauhütte von St. Peter) ist eine römisch-katholische Kirche in Montefranco, die Simon Petrus, neben Bernhardin von Siena, dem Schutzpatron der Gemeinde Montefranco, gewidmet ist.

## Beschreibung und Geschichte
Die Kirche liegt im Erzbistum Spoleto-Norcia und befindet sich in der Altstadt von Montefranco in der Via Giacomo Matteotti, 34. Die Kirche entstand 1753 durch den Architekten Carlo Marchionni (* 10. Februar 1702 in Rom; † 28. Juli 1786 ebenda) auf Initiative von Lorenzo Sinibaldi (1701–1773), Sekretär der Dombauhütte von St. Peter, die etwa 80 km südwestlich im Rom liegt. Im Inneren der Kirche von San Pietro in Montefranco befindet sich als Altarbild das Ölgemälde Madonna con i Santi Lorenzo, Pietro e Paolo (auch Immacolata Concezione con i santi Pietro, Paolo e Lorenzo), Stefano Pozzi zugeschrieben und um 1753 entstanden. Die Fassade besteht aus zwei Rundfenstern mit dazwischenliegenden Wappen der Dombauhütte von St. Peter, Inschrift und dem Portal.

## Inschrift am Portal der Fassade
ANNO DOMINI MDCCLIII
ECCLESIA HAEC AGGREGATA FUIT
SACROSANCTAE BASILICAE
PRINCIPIS APOSTOLORUM DE URBE
ET AD PARTICIPATIONEM
ILLIUS INDULGENTIARUM
AC PRIVILEGIORUM SPIRITUALIUM
ADMISSA
ORDINARII TAMEN JURISD: SUBIECTA
Im Jahr des Herrn 1753 wurde diese Kirche der hochheiligen Kirche des höchsten Apostels der Stadt angegliedert und zur Teilhabe an den Ablässen und ihren geistlichen Privilegien zugelassen.
Dennoch ist sie der Jurisdiktion des Ortsbischofs unterstellt.

## Bilder

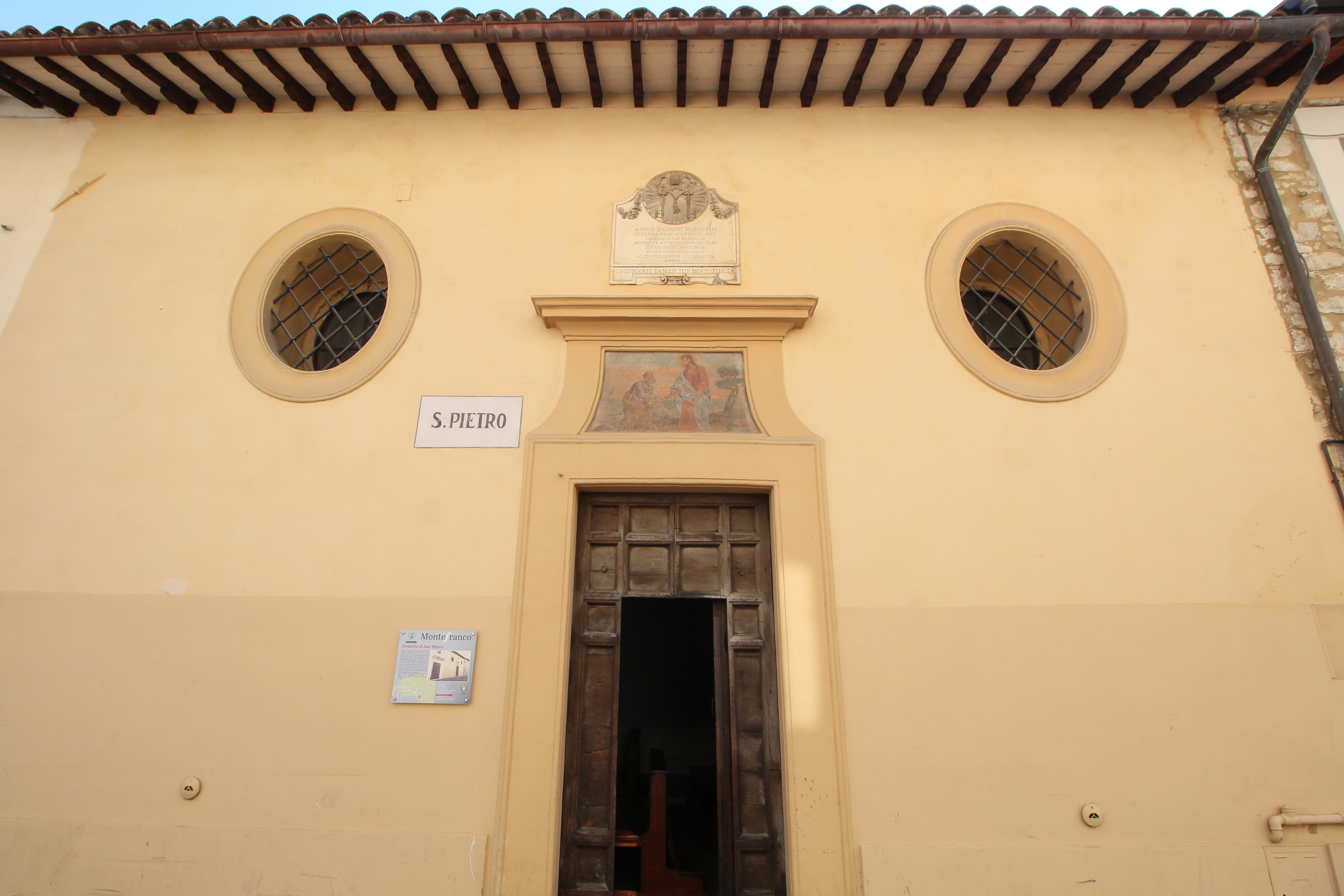
Die Fassade der Kirche San Pietro
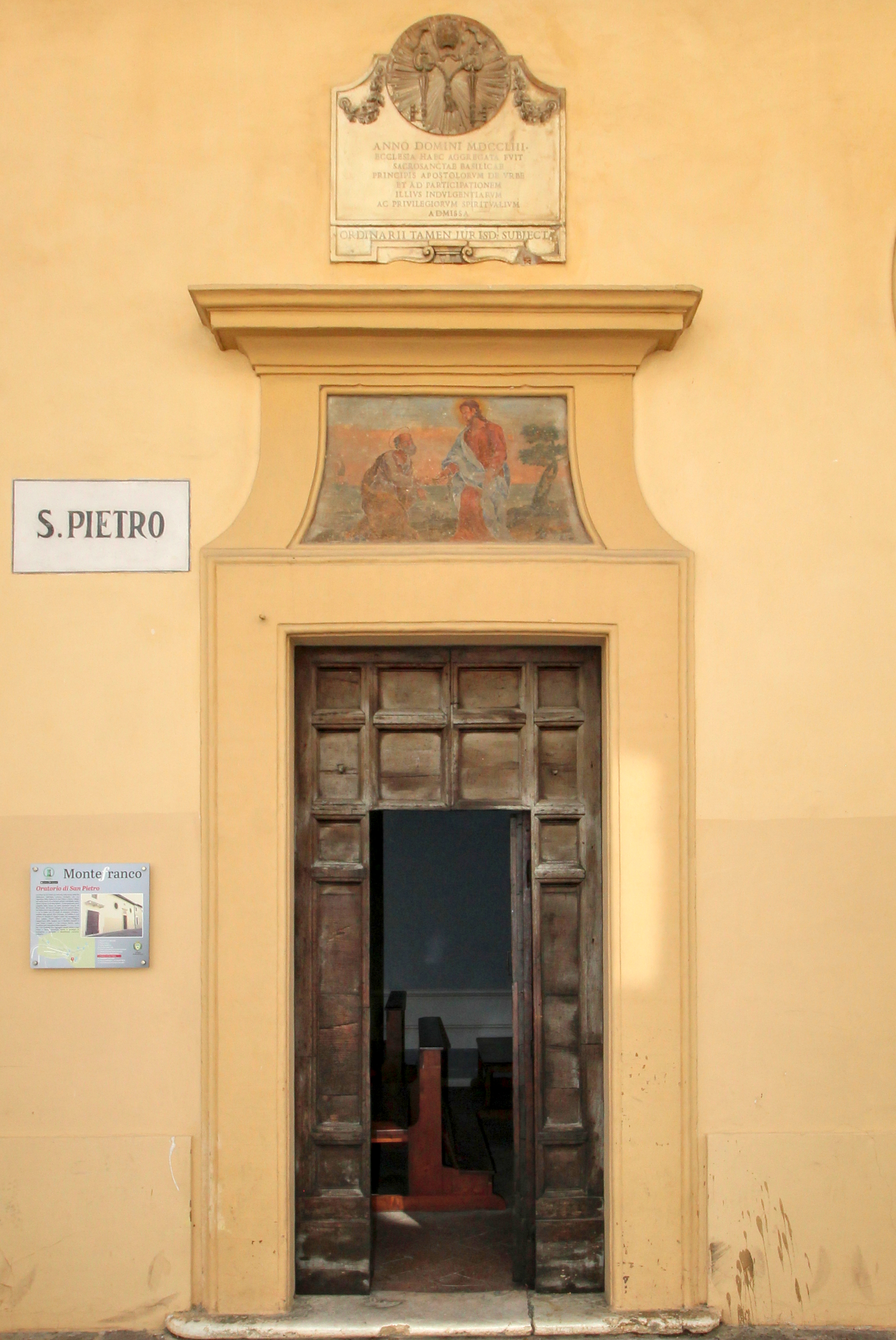
Portal mit Inschrift
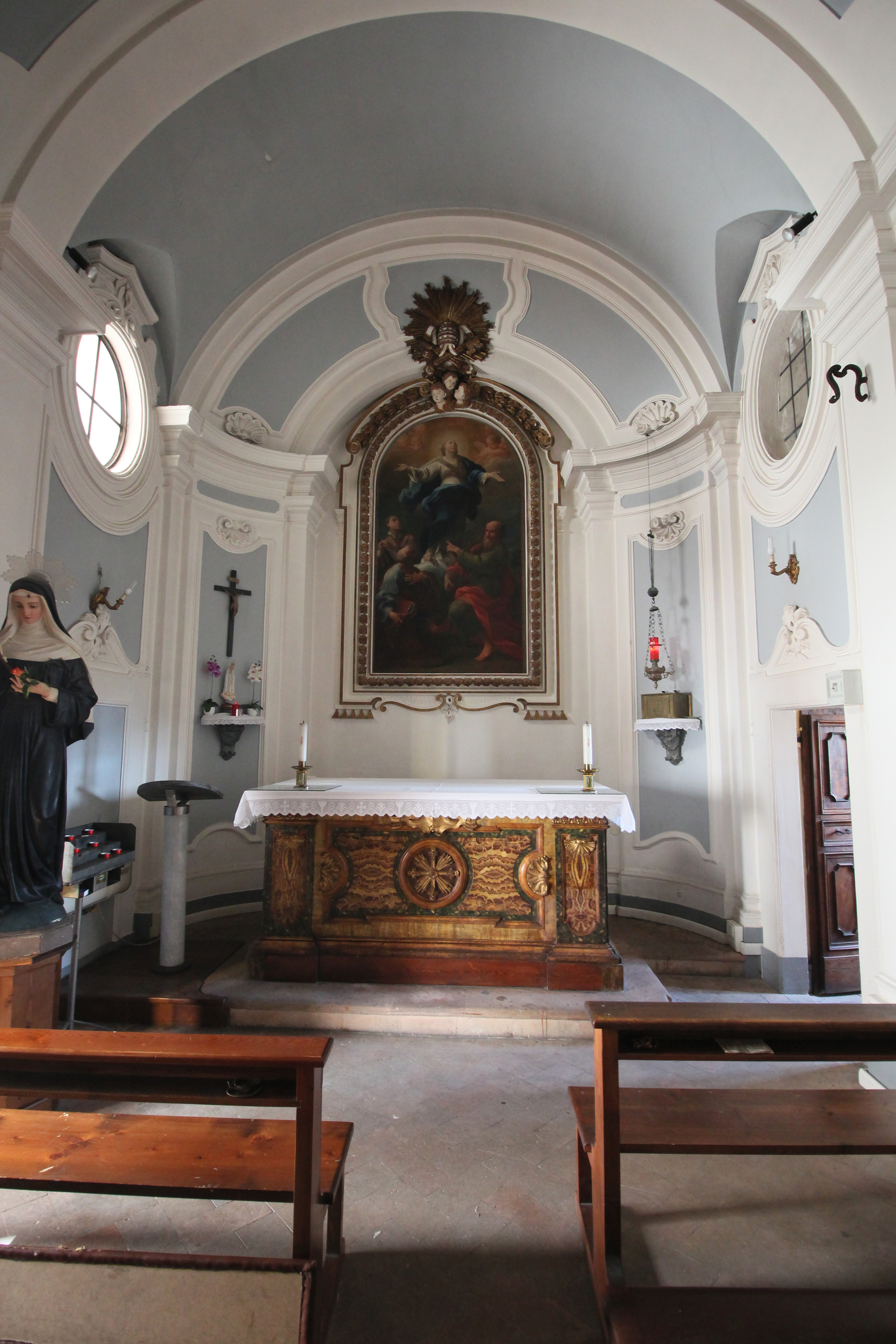
Innenraum mit Altar und Altarretabel